# Stefanowo (obwód Łowecz)
Stefanowo (bułg. Стефаново) – wieś w północnej Bułgarii, w obwodzie Łowecz, w gminie Łowecz.
We wsi znajdują się Trackie tumulusy.

## Rezerwat architektoniczny XIX-wiecznej wsibułgarskiej
We wsi, w części zwanej Staro Stefanowo znajduje się rezerwat architektoniczny dawnej wsi z XIX wieku, znajduje się tutaj 110 pamiątek kulturalnych, między innymi: zabytkowe dawne budynki mieszkalne, karczma i cerkiew. Tutaj były kręcone filmy Chajka za wyłczi, Panczo i talasymite i Otwyd czertata. Najważniejszymi obiektami rezerwatu są:

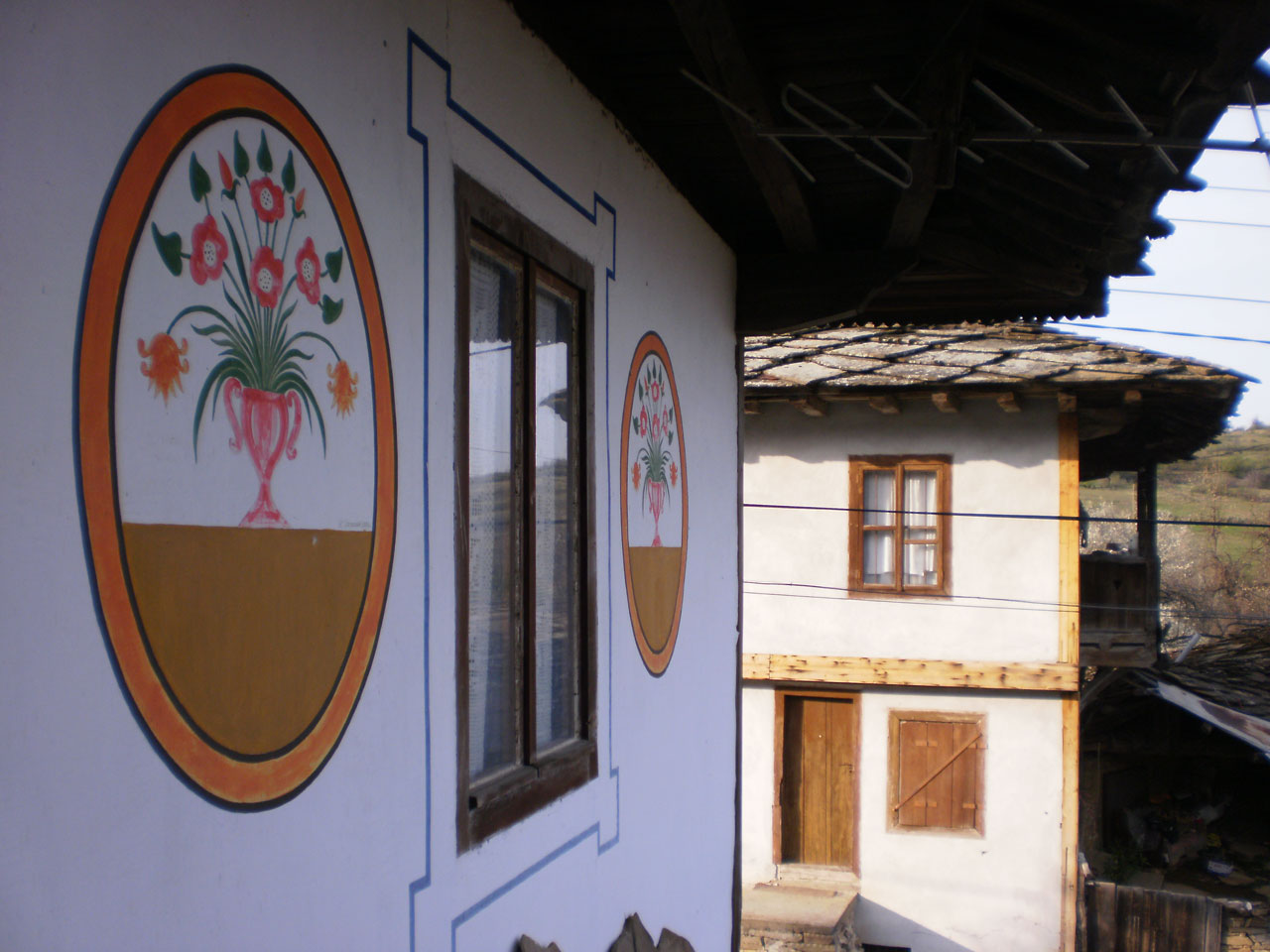
Chałupa
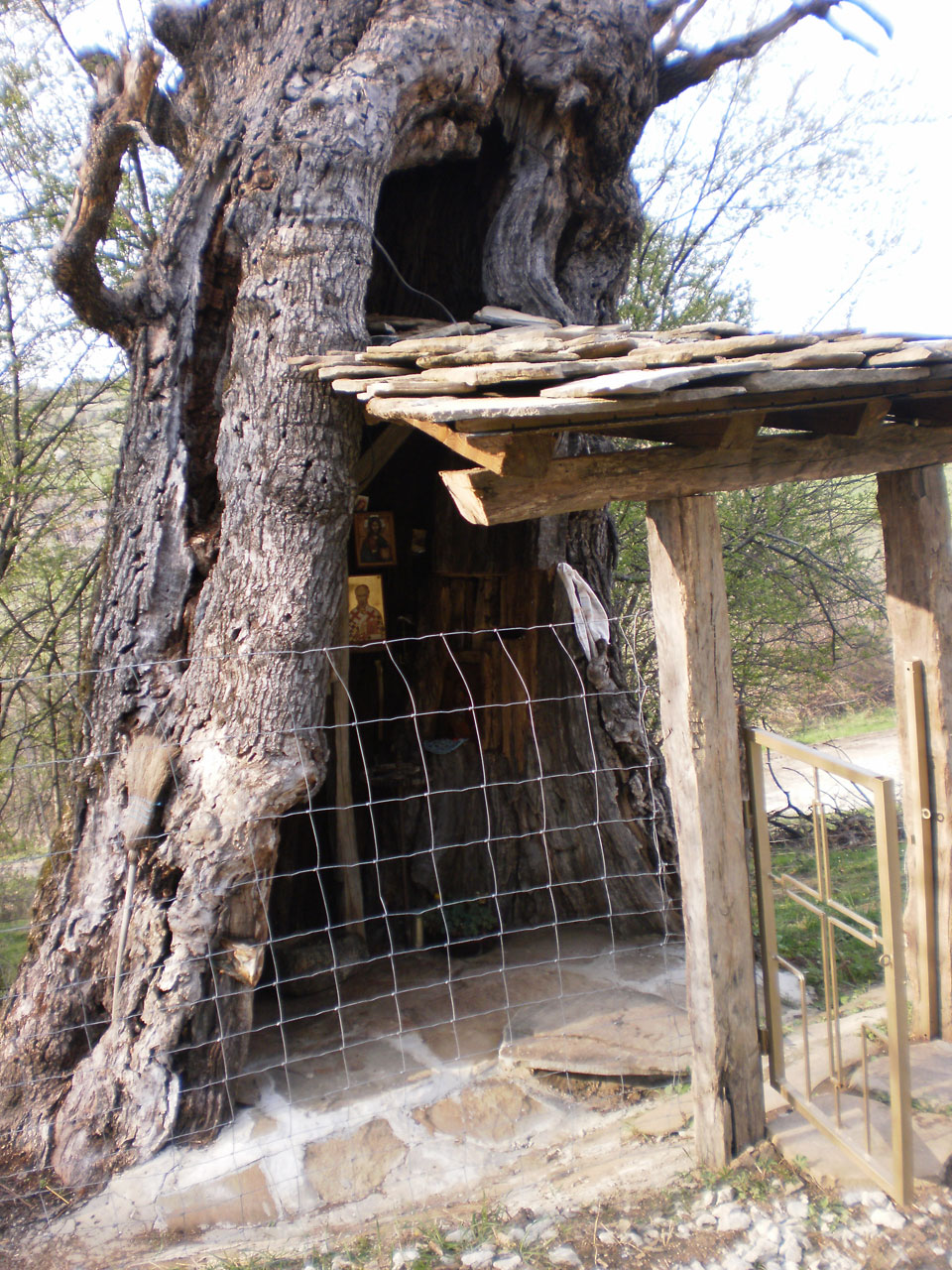
Kapliczka w środku drzewa
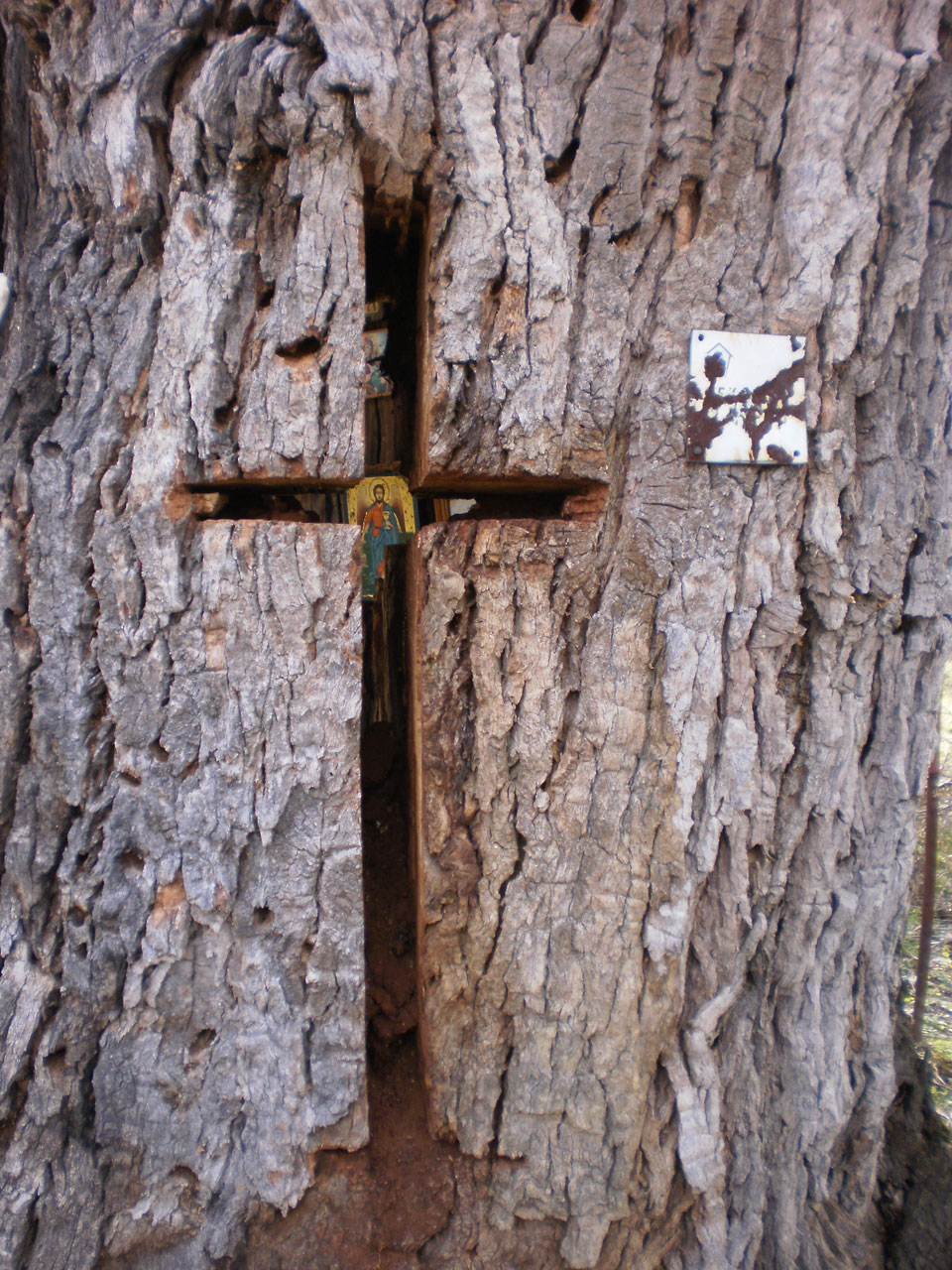
Detale kapliczki
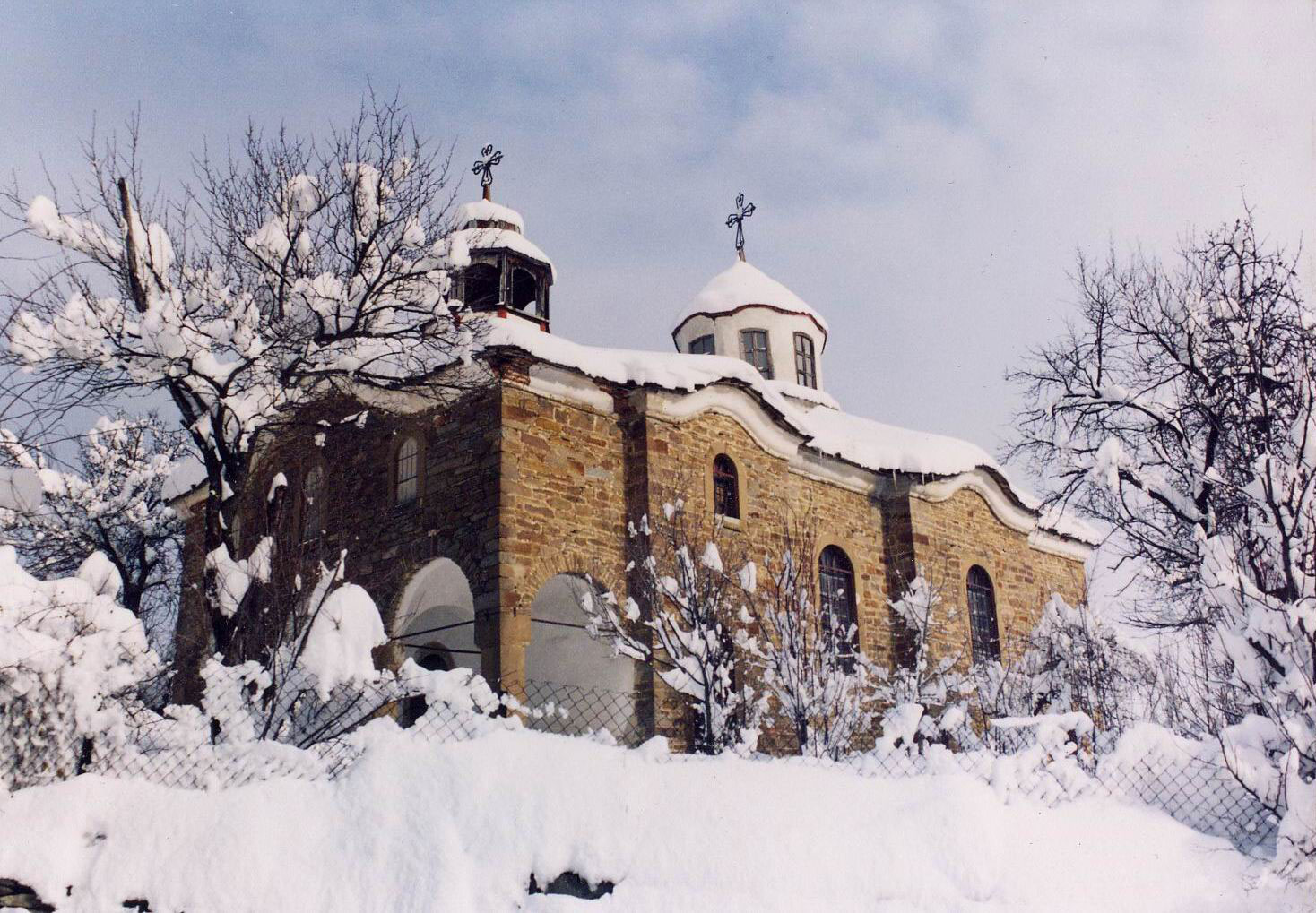
Cerkiew